# Давыдово (Борисоглебский район)
Давыдово — село в Борисоглебском районе Ярославской области России. Входит в состав Высоковского сельского поселения.

## География
Давыдово расположено у реки Улейма, примерно в 98 км (по шоссе) на юго-запад от Ярославля. 
Высота центра селения над уровнем моря — 178 м.
На 2021 год в Давыдово улиц или переулков не числится.

## История
По преданьям деревянная церковь арх. Михаила с приходом существовали в селе до польского нашествия в 1612 года. Этот храм сгорел около 1770 года; пожар начался с крестьянских домов, находившихся с северной стороны церкви и по действию ветра испепелил церковь. Вместо сгоревшего деревянного храма через короткое время построен тоже деревянный во имя арх. Михаила. Храм этот существовал недолго, не более 5 лет, и со всем иконостасом и иконами продан в с. Михайловское, что на Лому, также вместо сгоревшего.
В 1775 году был положен первый основной камень для устроения каменного храма. Ктитором оного был архимандрит Ростовского Борисоглебского монастыря о. Венедикт Лужецкий, бывший с 1775-78 гг. архимандритом этого монастыря и членом Ростовской консистории. Каменный храм, построенный о. Венедиктом и освящённый в 1777 году, посвящён арх. Михаилу. В этом храме в последующее время устроены два придела: во имя Владимирской Божией Матери и св. чуд. Николая, с празднованием 21 мая и 6 декабря.
Храм, построенный архимандритом, при всей своей красоте и прочности, при всем изяществе иконостаса, стал казаться тесным по причине размножения народности и по причине учреждения в селе Давыдове по воскресным дням базара. В 1832 году с благословения архиепископа Авраама он подвергся разрушению до основания и вместо него, средствами, собираемыми отовсюду, построен настоящий великолепный каменный храм, с главным престолом во имя Владимирской Божией Матери и придельными во имя Архангела Михаила и св. Николая Мирликийского.
В 1873 году архиепископ Ярославский и Ростовский Нил (Исакович) постановил проводить каждое лето крестный ход с иконой преподобного Иринарха Затворника, от Борисоглебского монастыря «в селения Ростовского и Угличского уезда — Кондаково, Давыдово, Ивановское-на-Лехте, Андреевское, Рождествено, Глинку». Полувековая традиция была прервана в 1924 году, возобновлена в 1997 году.

## Население
| 1859 | 2007 | 2010 |
| ---- | ---- | ---- |
| 306  | ↘62  | ↗84  |

## Инфраструктура
Личное подсобное хозяйство.

### Храм Владимирской иконы Божьей Матери
в 1777 году взамен сгоревшей деревянной построена каменная церковь, к 1834 году построен храм в его настоящем виде, с тремя престолами, к 1898 году появился ещё один (четвертый) престол — Преображения Господня. Храм закрыт в 1935 году, после чего он был существенно разрушен. После упразднения церкви здесь располагались клуб, кинотеатр (до обрушения кровли в 1960-х годах), склад удобрений и зерна. Восстановление началось в 1998 году, регулярные богослужения возобновились в январе 2006 года.

## Транспорт
Автомобильная дорога общего пользования регионального значения Ярославской области Углич — Ростов «Р-153» (идентификационный номер: 78 ОП РЗ К-0003).